# Lubuk Resam (Cermin Nan Gedang)
Lubuk Resam is een bestuurslaag in het regentschap Sarolangun van de provincie Jambi, Indonesië. Lubuk Resam telt 2080 inwoners (volkstelling 2010).